# Gynacantha convergens
Gynacantha convergens är en trollsländeart som beskrevs av W. Foerster 1908. Gynacantha convergens ingår i släktet Gynacantha och familjen mosaiktrollsländor. Inga underarter finns listade i Catalogue of Life.